# Colonne milliaire de Saint-Hippolyte
La colonne milliaire de Saint-Hippolyte n'est pas un milliaire à proprement, car elle n'indique le nombre de milliers de pas jusqu'à la grande ville suivante sur la Voie Romaine. Il s'agit d'une borne romaine dite honorifique, c'est-à-dire érigée en l'honneur de l'empereur qui a construit ou fait entretenir la Voie par les habitants de l'endroit... sans doute pour se faire bien voir des autorités romaines... Celle-ci est dédiée à l'empereur Constantin au lendemain de son avènement.

## Localisation
La borne est conservée dans l'église de Saint-Hippolyte-de-la-Salanque, commune de Saint-Hippolyte, dans les Pyrénées Orientales.

## Historique
La borne est classée au titre des monuments historiques en 1892.